# Demófelvétel
A demófelvétel (röviden demó; angolul: demo) a zeneiparban használatos fogalom, mely demonstrációs, bemutatkozó céllal készült felvételt jelent. A demó legtöbbször – de nem kizárólagosan – amatőr együttesek, előadók által lemezkiadóknak elküldött bemutatkozó anyag. A demó általában három-négy dalt tartalmaz, nem végleges (úgynevezett raw, azaz nyers) formában. A dalszerzők demói ennél is letisztultabbak, általában kevés hangszerrel veszik fel őket.
A demó ezen felül szolgálhat más célokat is, a dalszerző a demót az előadó rendelkezésére bocsáthatja véleményezésre, az előadó a zenei producernek is adhat demót az új dalokról, stúdióba vonulás előtt, de a lemezkiadók is gyakran használják a demófelvételeket a média érdeklődésének felkeltésére. Utóbbi esetben nem félkész, hanem teljesen befejezett dalokat mutatnak meg válogatott újságíróknak.
A demó készítésénél általában nem a felvétel technikai minősége, hanem a dal zenei minősége számít.